# Serixia
Serixia es un género de escarabajos longicornios de la tribu Saperdini.

## Especies
- Serixia affinis
- Serixia albertisi
- Serixia albofemorata
- Serixia albopleura
- Serixia albosternalis
- Serixia andamanensis
- Serixia andamanica
- Serixia annulata
- Serixia anterufa
- Serixia apicalis
- Serixia apicefuscipennis
- Serixia apicenigra
- Serixia argentea
- Serixia argenteifrons
- Serixia argenteipennis
- Serixia assamana
- Serixia assamensis
- Serixia atripes
- Serixia atritarsis
- Serixia atroapicalis
- Serixia auratoides
- Serixia aureosplendens
- Serixia aureovittata
- Serixia aurescens
- Serixia aurulenta
- Serixia bakeri
- Serixia basalis
- Serixia basilana
- Serixia basirufa
- Serixia batchianensis
- Serixia bihamata
- Serixia binhensis
- Serixia bootangana
- Serixia botelensis
- Serixia buruensis
- Serixia cavifrons
- Serixia cebuensis
- Serixia celebensis
- Serixia celebiana
- Serixia cephalotes
- Serixia ceylonica
- Serixia cheesmani
- Serixia chinensis
- Serixia cinereotomentosa
- Serixia coomani
- Serixia corporaali
- Serixia cupida
- Serixia curta
- Serixia dapitana
- Serixia densevestita
- Serixia discoidalis
- Serixia elegans
- Serixia elongatula
- Serixia finita
- Serixia flavicans
- Serixia formosana
- Serixia fulvida
- Serixia fumosa
- Serixia fuscotibialis
- Serixia fuscovittata
- Serixia histrio
- Serixia impuncticollis
- Serixia inapicalis
- Serixia inconspicua
- Serixia invida
- Serixia javanica
- Serixia juisuiensis
- Serixia khasiana
- Serixia kisana
- Serixia laosensis
- Serixia laticeps
- Serixia latitarsis
- Serixia literata
- Serixia longicornis
- Serixia malaccana
- Serixia marginata
- Serixia matangensis
- Serixia maxima
- Serixia menadensis
- Serixia merangensis
- Serixia microphthalma
- Serixia mindanaonis
- Serixia mindoroensis
- Serixia modesta
- Serixia modiglianii
- Serixia mortyana
- Serixia multipunctata
- Serixia nicobarica
- Serixia nigricornis
- Serixia nigripennis
- Serixia nigripes
- Serixia nigritarsis
- Serixia nigroapicalis
- Serixia nigrofasciata
- Serixia nigrolateralis
- Serixia nigrotibialis
- Serixia nilghirica
- Serixia niveotomentosa
- Serixia novaebritanniae
- Serixia optabilis
- Serixia ornata
- Serixia palliata
- Serixia paradoxa
- Serixia paradoxoides
- Serixia phaeoptera
- Serixia plagiata
- Serixia praeusta
- Serixia prasinata
- Serixia prolata
- Serixia proxima
- Serixia pseudoplagiata
- Serixia pubescens
- Serixia puncticollis
- Serixia punctipennis
- Serixia quadrina
- Serixia quadriplagiata
- Serixia ranauensis
- Serixia robusta
- Serixia rondoni
- Serixia rubripennis
- Serixia rufobasipennis
- Serixia rufula
- Serixia salomonum
- Serixia sandakana
- Serixia sarawakensis
- Serixia sedata
- Serixia semiusta
- Serixia sericeipennis
- Serixia siamensis
- Serixia signaticornis
- Serixia simplex
- Serixia singaporana
- Serixia sinica
- Serixia spinipennis
- Serixia subaurea
- Serixia subelongata
- Serixia subrobusta
- Serixia sumatrana
- Serixia testaceicollis
- Serixia thailandensis
- Serixia torrida
- Serixia trigonocephala
- Serixia triplagiata
- Serixia truncata
- Serixia truncatipennis
- Serixia uniformis
- Serixia varians
- Serixia variantennalis
- Serixia variicornis
- Serixia varioscapus
- Serixia vateriae
- Serixia vitticollis
- Serixia woodlarkiana